# Cios poniżej pasa
Cios poniżej pasa (ang. low blow, groin attack) w boksie, wrestlingu, mieszanych sztukach walki i innych sportach walki - nieprawidłowe uderzenie poniżej pasa. Może spowodować silny ból a nawet poważną kontuzję rywala. Cios taki karany jest ostrzeżeniem lub dyskwalifikacją uderzającego tak zawodnika.

## W znaczeniu przenośnym
Wyrażenie "cios poniżej pasa" weszło do języka polskiego w znaczeniu pozasportowym, przenośnym. Oznacza zachowanie lub użycie argumentów niezgodnych z przyjętymi regułami, niemerytoryczne, obliczone na zdyskredytowanie i zniszczenie rywala w dyskusji, współzawodnictwie.